# روبرت ميلن
روبرت ميلن (بالإنجليزية: Robert Milne)‏ (1 أكتوبر 1870 في المملكة المتحدة - 2 نوفمبر 1932) هو لاعب كرة قدم أيرلندي شمالي في مركز الهجوم. شارك مع منتخب أيرلندا لكرة القدم. أما مع النوادي، فقد لعب مع نادي لينفيلد وGordon Highlanders football team ‏.

## وصلات خارجية
- روبرت ميلن على موقع قاعدة بيانات كرة القدم.إي يو (الإنجليزية)
- روبرت ميلن على موقع ناشيونال فوتبول تيمز (الإنجليزية)